# Railkoker
Een railkoker is een geleider voor elektriciteit. Er bestaan laagspannings- (tot 400V AC) en hoogspanningsrailkokers. Een railkoker wordt ook wel een busbar genoemd, wat de Engelse benaming is voor een railkoker.
Railkokers hebben een metalen of epoxyhars behuizing. In de behuizing bevinden zich 4 of 5 koperen of aluminium geleiders. Het grote voordeel van railkokers is dat ze veel minder spanningsverlies per meter hebben dan kabel verbindingen. Kabels hebben een kunststof of rubberen mantel waardoor opgewekte warmte in de kabel moeilijk aan de buitenlucht kan worden afgegeven. Railkokers hebben door gebruik te maken van ijzeren of aluminium behuizingen hier veel minder last van. Railkokers kunnen hierdoor t.o.v. kabels kleiner in diameter zijn en toch hetzelfde vermogen transporteren.
Daarnaast kunnen railkokers ook voorzien worden van aftakkasten. Met deze aftakkasten kunnen vervolgens heel eenvoudig verdelers of apparaten worden aangesloten op het elektriciteitsnet.

## Toepassing
Railkokers worden veel toegepast in hoogbouw, datacenters en voor het aansluiten van verdelers op transformatoren.